# Mojmír Trávníček
Mojmír Trávníček (17. prosince 1931 Vsetín – 8. července 2011 Nový Hrozenkov) byl český spisovatel, literární teoretik a literární kritik, esejista, editor a historik. Publikoval též pod pseudonymem Jan Rolek a užíval také šifry M. T. a mt.
Jeho otcem byl řídící učitel obecné školy v Horní Lidči Jan Evangelista Trávníček (1899–1981), pedagogický spisovatel a příležitostný lidový beletrista.
Mojmír Trávníček žil v Novém Hrozenkově a vystudoval Masarykovo reálné gymnasium ve Vsetíně; maturoval v roce 1950. V roce 1962 maturoval na Střední ekonomické škole ve Zlíně. Na počátku 50. let se několik let léčil v nemocnicích a sanatoriích z plicní tuberkulózy. Poté byl zaměstnán jako úředník Okresního úřadu národního zdraví a Okresní národní pojišťovny ve Valašských Kloboukách. V letech 1958–1991 byl vedoucím dětské ozdravovny v Huslenkách-Kychové. Poté odešel do důchodu.
První recenze publikoval v roce 1948 ve Vyšehradu (List pro křesťanskou kulturu). Přispíval zejména do novin a časopisů
(Akord, Aluze, Box, Host, Lidová demokracie, Obroda, Proglas, Prostor, Rovnost, Souvislosti, Svobodné slovo, Tvar, Texty, Zprávy Spolku českých bibliofilů, …) Od 90. let působil jako recenzent soustavně, přičemž se zaměřoval na díla křesťanských autorů, z nich pak zejména na básníky. Byl autorem řady knižních předmluv a doslovů.
Nejvýznamnější oblastí Trávníčkovy činnosti jsou edice. Od konce 70. let 20. stol. se podílel na ediční a textologické přípravě díla Jana Čepa, Jakuba Demla, Jana Zahradníčka a Bedřicha Fučíka. Mnohé z edic doprovodil i výkladovým doslovem. Na základě množství literárněhistorického a biografického materiálu, nashromážděného při práci na díle Jana Čepa, vznikla kniha Pouť a vyhnanství, v níž se Trávníček pokusil rekonstruovat Čepův život a uvést jej do vztahu s jeho tvorbou.
Od 70. let 20. stol. publikoval v samizdatu (např. v Kritickém sborníku). Sám se podílel na jeho vzniku a patřil mezi nejpilnější opisovače. Zabýval se především katolicky orientovanou literaturou.
Dopisy, které Mojmíru Trávníčkovi adresoval Bedřich Fučík, byly knižně vydány pod názvem Listovní příležitosti (2003).
U příležitosti 75. narozenin Mojmíra Trávníčka byla v roce 2006 ve Vsetíně uspořádána konference, ze které je na stránkách časopisu Texty zdarma dostupný sborník.
Dne 4. prosince 2007 mu hejtman Zlínského kraje Libor Lukáš předal ocenění Pro Amicis Musae udělované za významný, dlouhodobý a podstatný přínos kulturnímu rozvoji regionu.
Dne 8. července 2011 zemřel v Novém Hrozenkově.

## Dílo (knižně)
- Seznam děl v Souborném katalogu ČR, jejichž autorem nebo tématem je Mojmír Trávníček
- Pouť a vyhnanství. Život a dílo Jana Čepa, Brno, 1996, ISBN 80-902146-0-6
- Skryté letokruhy, Vsetín, 2001, ISBN 80-903010-2-9
- Sdílet věčné (Studie, profily a kritiky), Olomouc, 2002, ISBN 80-86624-05-6
- O Františku Křelinovi, Havlíčkův Brod, 2003, ISBN 80-86026-20-5
- Eseje, portréty, vyznání, Vsetín, 2007, ISBN 978-80-903890-0-7
- V letokruzích naboso, Vsetín, 2009, ISBN 978-80-903890-3-8